# Günter Bertram (Radsportler)
Günter Bertram (* 4. August 1950) ist ein ehemaliger deutscher Radsportler.

## Sportliche Laufbahn
Er begann seine radsportliche Laufbahn 1965 in der BSG Motor Lauchhammer in Brandenburg. Ab 1966 startete er für den TSC Berlin, ab 1970 für den SC Dynamo Berlin, nachdem er sich entschieden hatte, vorwiegend Straßenradrennen zu bestreiten. Er war für die Nationalmannschaft bei der Österreich-Rundfahrt (1970 21.) und der Tour de Bohemia (1973 15.) am Start. Seine beste Platzierung bei der DDR-Rundfahrt, die er mehrfach bestritt, war der 7. Rang 1973. 1972 gewann er mit seinem Sportclub den nationalen Titel im Mannschaftszeitfahren auf der Straße mit Volker Schönfeld, Horst Brauer und Wolfgang Fiedler.
Bereits in den Jugendklassen bestritt er erfolgreich Querfeldeinrennen. 1972 konnte er in der Männerklasse den DDR-Meistertitel in Wildau gewinnen.